# Melióra
A Melióra kelta eredetű női név, angol név, jelentése ismeretlen,  egyes vélemények szerint jobb, derekabb, ügyesebb.[forrás?]

## Gyakorisága
Az 1990-es években szórványos név, a 2000-es években nem szerepel a 100 leggyakoribb női név között.

## Névnapok
- április 24.[2]
- május 29.[2]